# Шеер, Пауль
Пауль Альберт Шеер (нем. Paul Albert Scheer; 4 апреля 1889, Прюм, Германская империя — 29 января 1946, Киев, УССР, СССР) — группенфюрер СС, генерал-лейтенант полиции, командир полиции порядка в Киеве. В 1946 году предстал перед советским военным трибуналом на Киевском процессе, на котором был осуждён за военные преступления и казнён.

## Биография
Пауль Шеер родился 4 апреля 1889 года в семье аптекаря. В Прюме окончил школу, после чего поступил на военную службу и стал кадровым военным. С конца августа 1907 года служил в 8-м рейнском полку полевой артиллерии, в составе которого участвовал в Первой мировой войне. После окончания войны вступил в Немецкий народный союз обороны и наступления и с весны 1919 года служил в охране восточных границ Германии. В 1920 году был официально демобилизован. Шеер обучался в коммерческом училище и получил торговое образование в Кобленце. 
В начале августа 1921 года поступил на работу в охранную полицию в Кобленце. В последующие годы также работал в Дортмунде и Дюссельдорфе. 15 февраля 1928 года женился на Марии-Терезии Шульте (1905—1997). С октября 1928 по декабрь 1933 года был инструктором в полицейской школе в Бонне. 
1 мая 1933 года вступил в НСДАП (билет № 3144248). 1 января 1934 года стал командиром охранной полиции в Дуйсбурге. В апреле того же года занял ту же должность в Мюльхайме. В декабре 1937 года возглавил охранную полицию в Бохуме. В марте 1938 года в составе полиции порядка принимал участие в аншлюсе Австрии и в октябре 1938 года в аннексии Судетской области.
С середины сентября 1939 года командовал охранной полицией в районе Катовице. 1 августа 1940 года в звании штандартенфюрера был принят в ряды СС (личный номер 337753). 13 августа 1940 года стал командиром полиции порядка в районе «Саар—Лотарингия» со штаб-квартирой в Саарбрюккене. В мае 1941 года стал командиром полиции порядка в Висбадене. 25 октября 1941 года занял должность командира полиции порядка в Киеве. С 15 марта 1943 года и до июля 1944 года командовал полицией порядка в оккупированной Франции со штаб-квартирой в Париже. Вскоре после высадки союзников в Нормандии в июле 1944 года его управление было расформировано, а Шеер переведен в Катовице. В январе-феврале 1945 года возглавлял приемный штаб на границе Нижней Силезии в районе Каменца. С 20 февраля 1945 года был начальником полиции порядка в тылу группы армии «Центр». 9 мая 1945 года в Таборе попал в советский плен и был помещён в лагере для военнопленных № 27 в Красногорске.
С 17 по 28 января 1946 года Шеер и еще 14 обвиняемых, в том числе генерал-лейтенант и бывший военный комендант Киева Карл Буркхардт, предстали перед советским военным трибуналом по обвинению в участии в военных преступлениях. В частности, Шеера обвиняли в участии в убийстве 75 000 мирных жителей, в основном евреев, и в угоне 25 000 советских граждан из Киевской области на принудительные работы в Германии. Шеер, который в то время занимал пост начальника полиции порядка в Киеве, заявил в свою защиту на суде, что к моменту его вступления в должность убийства евреев уже были в основном завершены, и что он отдавал приказы об убийстве евреев, исполняя свои обязанности начальника полиции. С февраля 1942 года убийства евреев осуществлялись подчинёнными ему подразделениями полиции безопасности. Шеер был приговорен к смертной казни через повешение и казнён вместе с одиннадцатью другими обвиняемыми на показательном процессе. Трое других обвиняемых были приговорены к 20 годам заключения в трудовом лагере.

## Награды
- Железный крест 1-го и 2-го класса[4]
- Крест «За военные заслуги» 2-го и 1-го класса с мечами[4]
- Силезский Орёл 1-й и 2-й степени[4]
- Почётная шпага рейхсфюрера СС[4]
- Кольцо «Мёртвая голова»[4]